# بینوایان (فیلم ۱۹۰۹)
بینوایان (انگلیسی: Les Misérables) یک فیلم درام صامت کوتاه و تاریخی آمریکایی به کارگردانی جیمز استوارت بلکتون است که در سال ۱۹۰۹ بر اساس رمانی به همین نام (۱۸۶۲) نوشته ویکتور هوگو ساخته شد.